# 군산 내항 호안시설
군산 내항 호안시설은 대한민국 전북특별자치도 군산시 장미동에 있는 일제강점기에 만들어진 군산내항의 호안을 형성하는 주요 부분이다. 2018년 8월 6일 대한민국의 국가등록문화재 제719-2호로 지정되었다.

## 개요
군산항의 축항 공사는 1905년 시작되어 1938년까지 총 4차례에 걸쳐 진행되며 현재 군산내항의 호안을 형성하는 주요 부분은 1932년 마무리된 제3차 축항공사의 결과물이다.
호안시설은 근대항만으로서 군산내항의 공간 구조를 형성하는데 기반이 되었으며, 조성과정에서 개항초기에 형성된 행정시설이 군산 원도심의 중심부로 이전하여 1920년대 후반 근대도시 군산의 공간 구조 변화에 영향을 준 석축 구조물로서 보존상태가 양호하고 역사적 가치가 우수하다.

## 같이 보기
- 군산 내항 역사문화공간

## 참고 자료
- 군산 내항 호안시설 - 국가유산청 국가유산포털